# Caturrita (Santa Maria)
Caturrita é um bairro do distrito da sede, no município gaúcho de Santa Maria, no Brasil. Localiza-se na região norte da cidade.
O bairro Caturrita possui uma área de 3,8756 km² que equivale a 3,18% do distrito da Sede que é de 121,84 km² e  0,2163% do municipio de Santa Maria que é de 1791,65 km².

## História
O atual bairro Caturrita, em meados da década de 1920 fazia parte do distrito de Itaara - hoje emancipado - e no local onde hoje se assenta a unidade residencial Vila Negrine havia um bolicho de campanha que era local de parada dos carreteiros que vinham de diversas localidades, entre elas: São Martinho, Campina, Boqueirão, Água Negra e Rincão dos Negrinhos. O bolicheiro tinha um galpão grande onde os carreteiros estacionavam as carretas e um potreiro onde eram soltos os bois. O bolicheiro fornecia refeições aos carreteiros em sua casa, a qual ficava anexa ao bolicho.

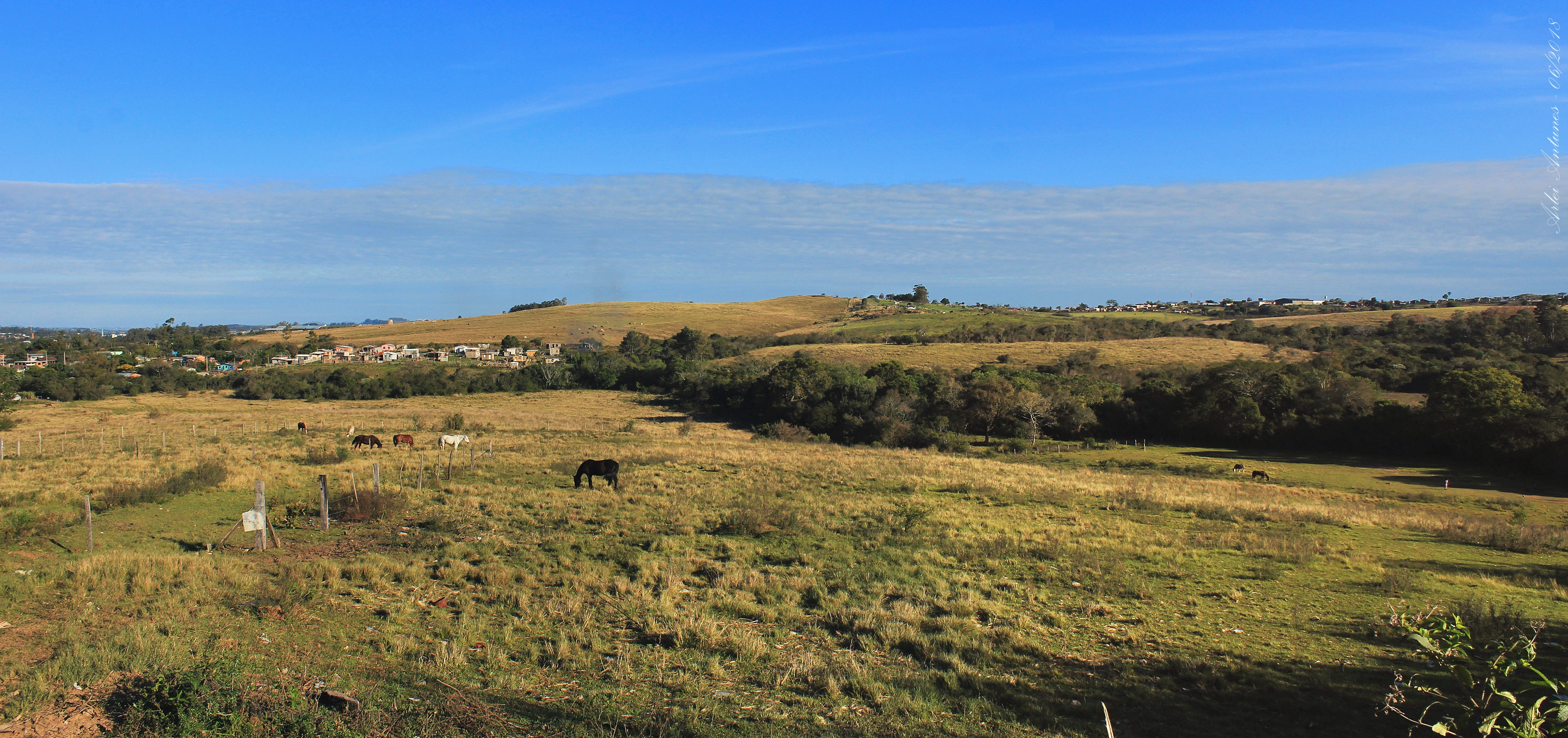
Paisagem predominante na Vila Portão Branco.

O bairro Caturrita já existia oficialmente em 1986 e na nova divisão de bairros do distrito da Sede em 2006, como principal mudança em seu território, houve a ele somado uma área até então sem-bairro.

## Limites
Limita-se com os bairros: Agro-Industrial, Chácara das Flores, Divina Providência, Nova Santa Marta, Passo d'Areia, Salgado Filho, Santo Antão.
Descrição dos limites do bairro: A delimitação inicia no encontro da antiga estrada para a Caturrita com a linha férrea Santa Maria/Uruguaiana, segue-se a partir daí pela seguinte delimitação: linha férrea Santa Maria – Uruguaiana, no sentido leste;  eixo da variante da estrada para São Martinho da Serra, no sentido norte, numa distância de 850 metros, até alcançar o antigo corredor de acesso a Vila Nossa Senhora da Conceição; limite norte do Perímetro Urbano, no sentido leste; limite oeste da Vila Tiaraju, no sentido sul; limite oeste da Vila Vitória, no sentido sul; eixo da linha férrea Santa Maria – Uruguaiana, no sentido leste; fundo dos lotes que confrontam ao leste com a Rua Boa Vista da Vila Norte, no sentido sul, cortando a Rua José Barin, até a canalização do Arroio Cadena; eixo da canalização do Arroio Cadena, no sentido a jusante; eixo da antiga linha férrea da fronteira, no sentido noroeste; leito da sanga afluente, da margem direita do Arroio Cadena, que corta a área militar, no sentido a montante; linha que parte da nascente desta Sanga até um ponto da divisa oeste da área militar , que dista 20 metros ao noroeste da projeção do eixo da Rua 12, do Loteamento Alto da Boa Vista; eixo da antiga estrada da Caturrita, no sentido noroeste, até encontrar a estrada de ferro Santa Maria - Uruguaiana, início desta demarcação.

## Unidades residenciais
O bairro Caturrita, pertencente ao distrito da Sede, é uma unidade de vizinhança que contém as seguintes unidades residenciais:
| # | Unidade residencial             | Localização                       | Limites | Obs.       |
| - | ------------------------------- | --------------------------------- | --- | ---------- |
| 1 | Caturrita                       |                                   | Toda a área do perímetro do bairro Caturrita sem denominação específica. |            |
| 2 | Vila Bela União                 | 29° 40' 18.86" S 53° 50' 30.35" O | A unidade residencial urbana que limita ao nordeste com a Rua José Barin, ao sudoeste com a linha desativada Santa Maria/Fronteira, e cujos lotes confrontam com as Ruas José Barin, Júlio de Castilhos, Tupanciretã, Santa Bárbara, Ijuí, Santo Ângelo, Carazinho, Ibirubá, Nova Palma, Cruz Alta, Giruá e Catuípe. | [ Obs. 1 ] |
| 3 | Vila Jordânia                   | 29° 39' 58.99" S 53° 50' 22.19" O | A unidade residencial urbana que limita ao sul com a Rua José Barin e cujos lotes confrontam com as seguintes Ruas: Alegrete, Cacequi, Paineira, Dom Pedrito, Seis, Sete e Oito. | [ Obs. 2 ] |
| 4 | Vila Negrine                    | 29° 40' 18.49" S 53° 50' 02.59" O | A unidade residencial urbana que limita ao norte com a Vila Santa Rita, ao sul, com a Rua José Barin e cujos lotes confrontam com esta Rua e com as Ruas Um, Dois, Três, Quatro, Erwim Rabenschlag e Zahie Bered Farret.                                                                                             | [ Obs. 3 ] |
| 5 | Vila Nossa Senhora da Conceição | 29° 39' 48.91" S 53° 50' 11.73" O | A unidade residencial urbana, localizada entre a Vila São José, a leste; Vila Jordânia, a oeste e cujos lotes confrontam com as Ruas Um, Dois, Três, Quatro, Cinco e corredor que liga com a estrada nova para São Martinho da Serra.                                                                                | [ Obs. 4 ] |
| 6 | Vila Portão Branco              | 29° 40' 01.91" S 53° 50' 31.66" O | A unidade residencial urbana localizada a oeste do Cemitério Caturrita, cujos lotes confrontam com uma rua que bifurca com a Rua José Barin. | [ Obs. 5 ] |
| 7 | Vila Santa Rita                 | 29° 40' 03.93" S 53° 50' 03.12" O | A unidade residencial urbana que limita ao norte com a linha férrea Santa Maria/Uruguaiana e, ao sul, com a Vila Negrine e cujos lotes entestam com as Ruas “C”, “D”, Erwim Rabenschlag e a Rua Irmã Ludwiga. | [ Obs. 6 ] |
| 8 | Vila São José                   | 29° 39' 53.18" S 53° 50' 06.65" O | A unidade residencial urbana, localizada a leste da Vila Nossa Senhora da Conceição e ao norte da Vila Santa Rita e, cujos lotes confrontam com as Ruas “C”, Quatro, Cinco, Seis e estrada de ferro Santa Maria/Uruguaiana.                                                                                          | [ Obs. 7 ] |

1. ↑  O acesso principal se dá pela Rua José Barin.
2. ↑  O acesso principal se dá pela Rua José Barin.
3. ↑  O acesso principal se dá pela Rua José Barin. É caracterizado por suas ruas terem nome de números: Rua "1",(...); Diferencia-se da Vila Santa Rita que tem nome de letras nas ruas.
4. ↑  O acesso principal se dá pela Rua José Barin, atravessando algumas outras vilas.
5. ↑  O acesso principal se dá pela Rua José Barin.
6. ↑  O acesso principal se dá pela Rua José Barin, atravessando a Vila Negrine.
7. ↑  O acesso principal se dá pela Rua José Barin, atrevessando outras vilas do mesmo bairro.

## Demografia

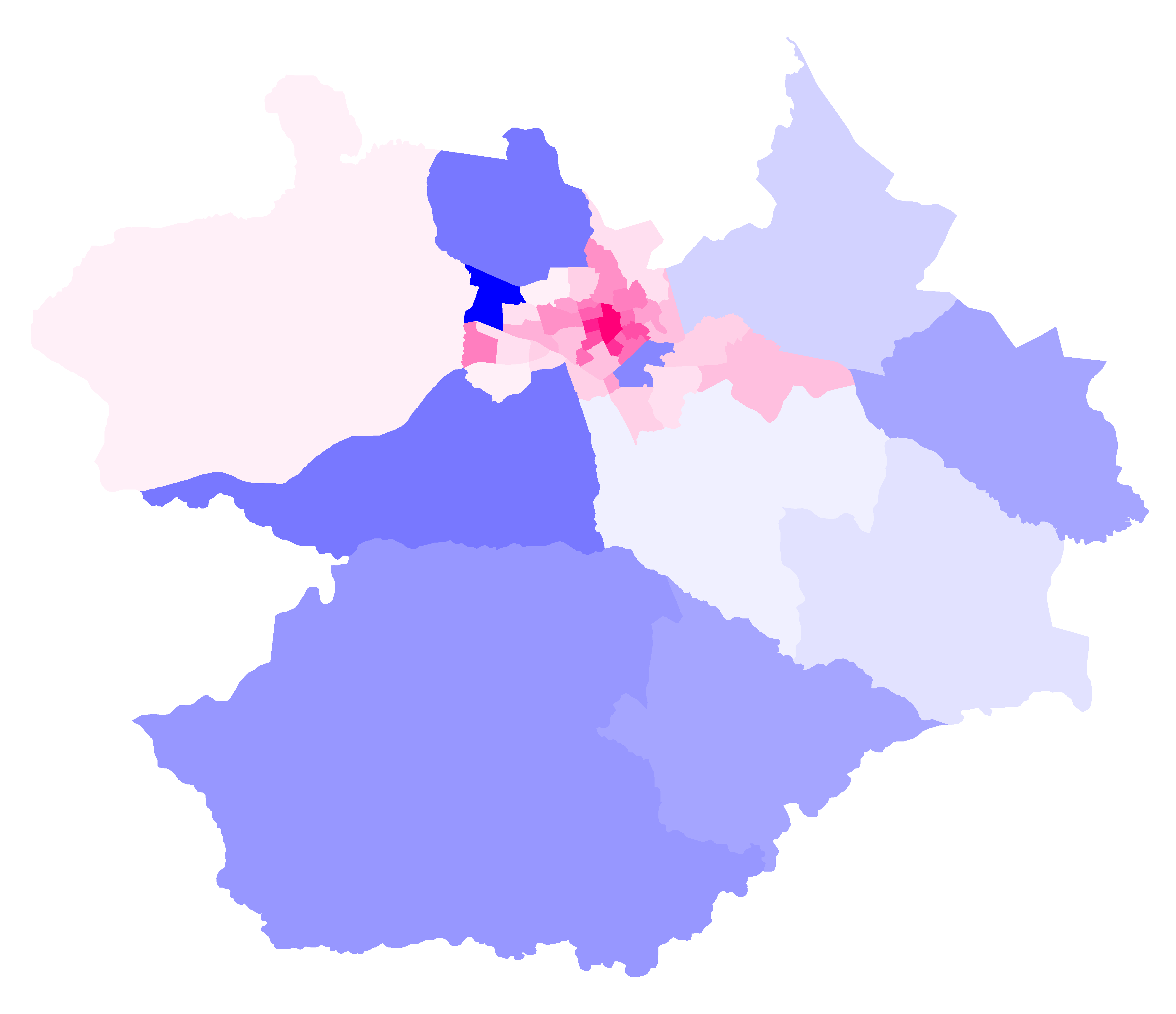
Mapa do município de Santa Maria com as divisões em bairros. Em escalas de azul os bairros com predominância masculina e em escalas de rosa os bairros com predominância feminina. Observa-se que quanto melhor a infraestrutura e o acesso a ela mais convidativo o bairro é para a população feminina. E, reciprocamente, podemos reconhecer os bairros com melhor infraestrutura observando onde a população feminina está concentrada.

Segundo o censo demográfico de 2010, Caturrita é, dentre os 50 bairros oficiais de Santa Maria:
- Um dos 41 bairros do distrito da Sede.
- O 28º bairro mais populoso.
- O 20º bairro em extensão territorial.
- O 33º bairro mais povoado (população/área).
- O 42º bairro em percentual de população na terceira idade (com 60 anos ou mais).
- O 35º bairro em percentual de população na idade adulta (entre 18 e 59 anos).
- O 4º bairro em percentual de população na menoridade (com menos de 18 anos).
- Um dos 39 bairros com predominância de população feminina.
- Um dos 20 bairros que registraram moradores com 100 anos ou mais, com um total de 1 habitante masculino.

OPÇÃO1:Considerando que não houve modificação em seu território, ou essa mudança foi insignificativa, pode-se fazer uma comparação de sua evolução demográfica entre os anos de 2000 e 2010:
Distribuição populacional do bairro
1. Total: 3211 (100%)
  1. Urbana: 3211 (100%)
  2. Rural: 0 (0%)
2. Homens: 1599 (49,8%)
  1. Urbana: 1599 (100%)
  2. Rural: 0 (0%)
3. Mulheres: 1612 (50,2%)
  1. Urbana: 1612 (100%)
  2. Rural: 0 (0%)